# 스칼릿 (드라마)
《스칼릿》(スカーレット)은 2019년도 하반기에 방송된 NHK 연속 TV 소설 시리즈의 드라마이다.

## 출연진
- 토다 에리카: 카와하라 키미코 役
- 후쿠다 마유코: 카와하라 유리코 役
- 오오시마 유코: 쿠마가이 테루코 役
- 하야시 켄토: 오오노 신사쿠 役
- 미즈노 미키: 안도 치아키 役
- 미조바타 준페이: 사카타 케이스케 役
- 사토 류타: 쿠사마 소이치로 役
- 이나가키 고로: 오사키 시게요시 役

## 스태프
- 作 - 水橋文美江、三谷昌登
- 音楽 - 冬野ユミ
- 主題歌 - Superfly「フレア」（ワーナーミュージック・ジャパン）[1][2]
- 語り - 中條誠子（NHKアナウンサー）
- 副音声解説 - 山崎健太郎
- 「スカーレット1週間/スカーレット5分ダイジェスト」 - 片山智彦（NHK神戸放送局アナウンサー）
- 時代考証 - 天野隆子
- 風俗考証 - 谷直樹
- タイトル制作 - 川村真司
- 脚本協力 - 三谷昌登
- 陶芸指導 - 高畑宏亮
- 喜美子陶芸作品 - 神山清子
- 演出 - 中島由貴、佐藤譲、鈴木航、小谷高義、泉並敬眞、野田雄介、佐原裕貴、原田氷詩
- 制作統括 - 内田ゆき[3]
- プロデューサー - 長谷知記、葛西勇也

## 오프닝
오프닝은 크리에이티브 디렉터 카와무라 신지가 제작을 담당, 타이틀 백 영상에는 작품 테마 「도자기」및 메인 포스터에 등장하는 '화병'과 '클레이 (점토)'과의 친 화성에서 카와무라의 제안에 따라 클레이 애니메이션 기술이 채택되었다. 본편의 세계관과 연결되어, 본편 스토리의 전형이다, 2 점을 의식하면서 주제가 "플레어"의 가사 리듬과의 연동도 중시하고 제작한 그림 콘티를 바탕으로 초당 12 프레임, 90 초에서 1080 프레임으로 촬영이 이루어졌다 [40] [41].
물레에서 점토의 소녀가 나타난 후, 다양한 장면이 곡에 맞추어 만들어진 결국 도기된다 [40]. 마지막 도자기 옆에 코자하는 도다으로 묶이고 여기에서주의 부제와 당일의 화수가 표시됩니다. 클레이 인형 소녀는 주인공의 키미코 이미지, 소녀의 어린 시절 친구와 성장 후에 만나는 동료도 본편의 등장 인물을 모델로하고 있지만 어디 까지나 모델이라는 생각에서보고있는 사람이 자신을 투영 할 수 있도록 얼굴 등은 굳이 많이 만들어지고 있지 않다 [40].
또한 출연자 소개 등의 자막은 화면 좌우로 나누어 세로 표기이다.
전체 이야기를 통해 아방 타이틀을 사용하고있다. 최종화도 정상 영업이되었지만, 이것은 2015년도 후기 "아침이 온다"<이때는 아방 제목 없음> 이후이다.

## 참고 사항
1. ↑  “次期朝ドラ主題歌はSuperfly 『スカーレット』ヒロイン戸田恵梨香「恐れ入った」”. 《ORICON NEWS》 (oricon ME). 2019년 8월 15일. 2019년 8월 15일에 확인함.
2. ↑  ［スカーレット］ 主題歌／Superfly「フレア」／タイトルバック映像 ｜ NHK - 유튜브
3. ↑  番組紹介 보관됨 2020-05-09 - 웨이백 머신 NHKオンライン 連続テレビ小説「スカーレット」